# Papilio tydeus
Espèce
Papilio tydeus est une espèce de lépidoptères (papillons) de la famille des Papilionidae. L'espèce est endémique des Moluques en Indonésie.

## Systématique
L'espèce Papilio tydeus a été décrite pour la première fois en 1860 par Cajetan von Felder et Rudolf Felder dans Wiener entomologische monatschrift.